# Исполнение служебного долга
«Исполнение служебного долга» (англ. Beyond the Line of Duty) — американский короткометражный пропагандистский фильм 1942 года.

## О фильме
«Исполнение служебного долга» — довольно типичный пропагандистский фильм того времени. После Нападения на Пёрл-Харбор 7 декабря 1941 года Голливуд в больших количествах стал выпускать подобные ленты, причём не только короткометражные, но и полнометражные, и анимационные. Управление военной информации, под эгидой которого снимались многие из этих картин, преследовало цель информировать население о ходе идущей войны, укрепить моральный дух граждан, увеличить их пожертвования «Красному Кресту» и другим подобным организациям, привлечь добровольцев для отправки на фронт.
Премьера ленты состоялась 7 ноября 1942 года.
В 1943 году картина была удостоена премии «Оскар» в категории «Лучший игровой короткометражный фильм».

## Сюжет
28 апреля 1942 года в своей «беседе у камина» президент США Франклин Рузвельт рассказал американскому народу о героизме военного лётчика Хьюитта Уэлесса. Фильм повествует о жизни и карьере этого человека, начиная с 1938 года. Тогда Уэлесс бросил свою работу на ранчо в Техасе и вступил в Военно-воздушный корпус. Он обучался теории и практике на авиабазе «Рэндольф». Став военным пилотом, Уэлесс начал службу на аэродроме Келли. Вскоре он был командирован на Филиппины в составе 19-й операционной группы. 14 декабря 1941 года лейтенант Уэлесс совершил первый крупный боевой вылет: на своём тяжёлом бомбардировщике «Летающая крепость» он уничтожил несколько японских военных кораблей в заливе города Легаспи. На перехват бомбардировщика поднялись восемнадцать вражеских истребителей (на самом деле, около двенадцати). В ходе воздушного боя Уэлесс сбил семь из них, трое его стрелков были ранены, а четвёртый убит. Пилот смог вернуться на базу и посадить огромный самолёт в темноте с тремя спущенными шинами шасси. Позднее наземная команда насчитала около 1200 пулевых отверстий в корпусе «Летающей крепости». За этот вылет Уэлесс получил Крест лётных заслуг.

## В ролях
| - Хьюитт Уэлесс — в роли самого себя - Хьюберт Хармон — в роли самого себя - Рональд Рейган — рассказчик за кадром - Франклин Рузвельт — в роли самого себя (только голос, архивная съёмка) | В титрах не указаны - Уильям Хоппер — студент Техасского университета - Билл Кеннеди — сослуживец Уэлесса - Гарри Льюис — сосед Уэлесса - Нокс Мэннинг — диктор радио - Гленн Стрейндж — Кэл |